# Tamgaly
Tamgaly är ett område med hällristningar i Semirechye, Kazakstan.  
Området ligger 170 km till nordväst om Almaty. Majoriteten av hällristningarna ligger i huvudkanjonen, men det finns ett antal även i de många sidokanjonerna. De flesta hällristningarna är från bronsåldern, men i några fall har dessa blivit överristade med medeltida eller senare bearbetningar.
Namnet Tamgaly på kazakiska betyder målad eller markerad plats.
Tamgaly blev ett världsarv 2004.